# دتینگن ان در رمس
دتینگن ان در رمس (به آلمانی: Dettingen an der Erms) یک شهر در آلمان است که در رویتلینگن واقع شده‌است. دتینگن ان در رمس ۹٬۳۱۹ نفر جمعیت دارد.